# Lynch Point
Der Lynch Point ist eine felsige Landspitze an der Ruppert-Küste des westantarktischen Marie-Byrd-Lands. Sie liegt am seewärtigen Ende einer Halbinsel zwischen dem Frostman- und dem Hull-Gletscher.
Luftaufnahmen fertigten Wissenschaftler der United States Antarctic Service Expedition (1939–1941) bei einem Überflug am 18. Dezember 1940 an. Der United States Geological Survey kartierte die Landspitze anhand eigener Vermessungen und Luftaufnahmen der United States Navy zwischen 1959 und 1965. Das Advisory Committee on Antarctic Names benannte sie nach William R. Lynch Jr. von den Reservestreitkräften der United States Navy, Kontrolloffizier auf dem Eisbrecher USS Glacier bei der Erkundung dieses Küstenabschnitts zwischen 1961 und 1962.